# Carbarsona
La carbarsona es un compuesto de organoarsénico que se utiliza como fármaco antiprotozoario para el tratamiento de la amebiasis y otras infecciones. Estuvo disponible para la amebiasis en los Estados Unidos hasta 1991. A partir de entonces, permaneció disponible como aditivo alimentario para pavos para aumentar el aumento de peso y controlar la histomoniasis.
La carbarsona es uno de los cuatro fármacos animales con arsénico aprobados en EE. UU.por la FDA para su uso en la alimentación de aves de corral y/o cerdos, junto con la nitarsona, el ácido arsanílico y la roxarsona. En septiembre de 2013, la FDA anunció que Zoetis y Fleming Laboratories retirarían voluntariamente las aprobaciones de roxarsona, ácido arsanílico y carbarsona, lo que dejó a la nitarsona como el único compuesto de organoarsénico aprobado en los EE. UU. para animales destinados al consumo humano. En 2015, la FDA retiró la aprobación del uso de nitarsona en alimentos para animales. La prohibición entró en vigor a finales de 2015.